# Fantasy Filmfest 2017
Das 31. Fantasy Filmfest (2017) fand in der Zeit vom Mittwoch, den 6. September bis Samstag, den 16. September 2017 im Cinemaxx am Isartor in München; vom Donnerstag, den 7. September bis Sonntag, den 17. September 2017 im Savoy Filmtheater in Hamburg und im Metropol in Stuttgart; vom Mittwoch, den 13. September bis Sonntag, den 24. September 2017 im Cinestar im Sony Center in Berlin; vom Donnerstag, den 14. September bis Sonntag, den 24. September 2017 im Cinestar Metropolis in Frankfurt am Main; sowie vom Donnerstag, den 21. September bis Sonntag, den 1. Oktober 2017 in der Residenz Astor Film Lounge in Köln und im Cinecitta in Nürnberg statt.
Die Fantasy Filmfest White Nights fanden in der Zeit vom Samstag, den 14. Januar bis Sonntag, den 15. Januar 2017 im Cinestar im Sony Center in Berlin, in der Residenz Astor Film Lounge in Köln, im Cinecitta in Nürnberg und im Metropol in Stuttgart; sowie vom Samstag, den 21. Januar bis Sonntag, den 22. Januar 2017 im Cinestar Metropolis in Frankfurt am Main und im Cinemaxx am Isartor in München statt.
Die Fantasy Filmfest Nights fanden in der Zeit vom Samstag, den 22. April bis Sonntag, den 23. April 2017 im Cinestar im Sony Center in Berlin und im Savoy Filmtheater in Hamburg; sowie vom Samstag, den 29. April bis Sonntag, den 30. April 2017 in der Harmonie in Frankfurt am Main, in der Residenz Astor Film Lounge in Köln, im Cinemaxx am Isartor in München, im Cinecitta in Nürnberg und im Metropol in Stuttgart statt.
Alle hier aufgeführte Filme wurden in allen Städten gezeigt.

## Liste der gezeigten Filme
| Fantasy Filmfest White Nights                | Fantasy Filmfest White Nights                           | Fantasy Filmfest White Nights | Fantasy Filmfest White Nights | Fantasy Filmfest White Nights      |
| Originaltitel                                | Deutscher Titel                                         | Land                          | Jahr                          | Regisseur                          |
| -------------------------------------------- | ------------------------------------------------------- | ----------------------------- | ----------------------------- | ---------------------------------- |
| Dog Eat Dog                                  | --                                                      | USA                           | 2016                          | Paul Schrader                      |
| Hunt for the Wilderpeople                    | Wo die wilden Menschen jagen                            | Neuseeland                    | 2016                          | Taika Waititi                      |
| The Invisible Guest                          | Der unsichtbare Gast                                    | Spanien                       | 2016                          | Oriol Paulo                        |
| The Monster                                  | --                                                      | Spanien                       | 2016                          | Bryan Bertino                      |
| The Night Watchmen                           | --                                                      | Spanien                       | 2016                          | Mitchell Altieri                   |
| Science Fiction Volume One: The Osiris Child | The Osiris Child                                        | Australien                    | 2016                          | Shane Abbess                       |
| Prevenge                                     | --                                                      | Großbritannien                | 2016                          | Alice Lowe                         |
| Safe Neighborhood                            | --                                                      | Australien, USA               | 2016                          | Chris Peckover                     |
| The Transfiguration                          | --                                                      | USA                           | 2016                          | Michael O’Shea                     |
| The Void                                     | The Void – Es gibt eine Hölle. Dies hier ist schlimmer. | Kanada                        | 2016                          | Jeremy Gillespie, Steven Kostanski |

| Fantasy Filmfest Nights                                                   | Fantasy Filmfest Nights                       | Fantasy Filmfest Nights | Fantasy Filmfest Nights | Fantasy Filmfest Nights |
| Originaltitel                                                             | Deutscher Titel                               | Land                    | Jahr                    | Regisseur               |
| ------------------------------------------------------------------------- | --------------------------------------------- | ----------------------- | ----------------------- | ----------------------- |
| Seuls                                                                     | Alone                                         | Frankreich, Belgien     | 2017                    | David Moreau            |
| El Bar                                                                    | El Bar – Frühstück mit Leiche (alt. The Bar)  | Spanien                 | 2017                    | Álex de la Iglesia      |
| The Belko Experiment                                                      | --                                            | USA                     | 2016                    | Greg McLean             |
| Berlin Syndrome                                                           | --                                            | Australien              | 2017                    | Cate Shortland          |
| Eat Locals (im Programmheft fälschlicherweise als "Eat Local" aufgeführt) | Eat Local(s)                                  | Großbritannien          | 2016                    | Jason Flemyng           |
| Going to Brazil                                                           | --                                            | Frankreich              | 2016                    | Patrick Mille           |
| It Stains the Sands Red                                                   | --                                            | USA                     | 2016                    | Colin Minihan           |
| The Limehouse Golem                                                       | --                                            | Großbritannien          | 2016                    | Juan Carlos Medina      |
| Pet                                                                       | Pet – Wenn du etwas liebst, lass es nicht los | USA                     | 2016                    | Carles Torrens          |
| Sweet, Sweet Lonely Girl                                                  | --                                            | USA                     | 2016                    | A.D. Calvo              |

| Fantasy Filmfest                      | Fantasy Filmfest                         | Fantasy Filmfest                 | Fantasy Filmfest | Fantasy Filmfest                       | Fantasy Filmfest                                       |
| Originaltitel                         | Deutscher Titel                          | Land                             | Jahr             | Regisseur                              | Sparte                                                 |
| ------------------------------------- | ---------------------------------------- | -------------------------------- | ---------------- | -------------------------------------- | ------------------------------------------------------ |
| 47 Meters Down                        | --                                       | Großbritannien                   | 2017             | Johannes Roberts                       | Official Selection                                     |
| 68 Kill                               | --                                       | USA                              | 2017             | Trent Haaga                            | Official Selection                                     |
| The Autopsy of Jane Doe               | --                                       | USA, Großbritannien              | 2017             | André Øvredal                          | Official Selection                                     |
| Bad Match                             | --                                       | USA, Singapur                    | 2017             | David Chirchirillo                     | Official Selection                                     |
| Bitch                                 | --                                       | USA                              | 2017             | Marianna Palka                         | Official Selection                                     |
| Black Hollow Cage                     | --                                       | Spanien                          | 2017             | Sadrac González                        | Official Selection                                     |
| 無限の住人                            | Blade of the Immortal - Rache stirbt nie | Japan                            | 2017             | Takashi Miike                          | Official Selection                                     |
| オーディション                        | Audition                                 | Japan                            | 1999             | Takashi Miike                          | Double Feature Takashi Miike - A Tribute to the Master |
| 悪の教典                              | Lesson of the Evil                       | Japan                            | 2012             | Takashi Miike                          | Double Feature Takashi Miike - A Tribute to the Master |
| Colossal                              | --                                       | Kanada, USA, Spanien             | 2016             | Nacho Vigalondo                        | Official Selection                                     |
| The Crucifixion                       | --                                       | Großbritannien, Rumänien         | 2017             | Xavier Gens                            | Official Selection                                     |
| Underverden                           | Darkland                                 | Dänemark                         | 2016             | Fenar Ahmad                            | Official Selection                                     |
| Double Date                           | --                                       | Großbritannien                   | 2017             | Benjamin Barfoot                       | Official Selection                                     |
| Fashionista                           | --                                       | USA                              | 2016             | Simon Rumley                           | Official Selection                                     |
| Figaros Wölfe                         | --                                       | Deutschland                      | 2017             | Dominik Galizia                        | Official Selection                                     |
| Game Of Death                         | --                                       | USA, Kanada, Frankreich          | 2017             | Laurence Baz Morais, Sébastien Landry  | Fresh Blood                                            |
| Amen                                  | --                                       | Kanada                           | 2016             | Marie-Hélène Viens & Philippe Lupien   | Get Shorty                                             |
| Fucking Bunnies                       | --                                       | Finnland                         | 2017             | Teemu Niukkanen                        | Get Shorty                                             |
| Greener Gras                          | --                                       | USA                              | 2016             | Paul Briganti                          | Get Shorty                                             |
| Mouse                                 | --                                       | USA                              | 2017             | Logan George & Celine Held             | Get Shorty                                             |
| Ruah                                  | --                                       | Schweiz                          | 2016             | Flurin Giger                           | Get Shorty                                             |
| Spooked                               | --                                       | Belgien, Frankreich              | 2016             | Emma Spook & Gil Gloom                 | Get Shorty                                             |
| Stacey and the Alien                  | --                                       | Belgien                          | 2016             | Nelson Polfliet                        | Get Shorty                                             |
| Tickle Monster                        | --                                       | Großbritannien                   | 2016             | Remi Weekes                            | Get Shorty                                             |
| We Together                           | --                                       | USA                              | 2016             | Henry Kaplan                           | Get Shorty                                             |
| Hatchet - Victor Crowley              | Victor Crowley                           | USA                              | 2017             | Adam Green                             | Official Selection                                     |
| 好极了                                | Have A Nice Day                          | China                            | 2017             | Liu Jian                               | Official Selection                                     |
| Hounds of Love                        | --                                       | Australien                       | 2016             | Ben Young                              | Official Selection                                     |
| Ég man þig                            | I Remember You (alt. Geisterfjord)       | Island                           | 2017             | Óskar Thór Axelsson                    | Fresh Blood                                            |
| IT                                    | Es                                       | USA                              | 2017             | Andrés Muschietti                      | Eröffnungsfilm                                         |
| It Came from the Desert               | --                                       | Kanada, Großbritannien, Finnland | 2017             | Marko Mäkilaakso                       | Official Selection                                     |
| It Comes at Night                     | I Remember You                           | USA                              | 2017             | Trey Edward Shults                     | Official Selection                                     |
| Jungle                                | --                                       | Australien, Kolumbien            | 2017             | Greg McLean                            | Director's Spotlight                                   |
| Killing Ground                        | --                                       | Australien                       | 2016             | Damien Power                           | Fresh Blood                                            |
| Kuso                                  | --                                       | USA                              | 2017             | Flying Lotus                           | Official Selection                                     |
| Land of the Little People             | --                                       | Israel, Palästina                | 2016             | Yaniv Berman                           | Fresh Blood                                            |
| M.F.A.                                | --                                       | USA                              | 2017             | Natalia Leite                          | Official Selection                                     |
| Marlina Si Pembunuh dalam Empat Babak | Marlina - Die Mörderin in vier Akten     | Indonesien                       | 2017             | Mouly Surya                            | Official Selection                                     |
| Mayhem                                | --                                       | USA                              | 2017             | Joe Lynch                              | Official Selection                                     |
| 22年目の告白 -私が殺人犯です-         | Memoir of a Murderer                     | Japan                            | 2017             | Yû Irie                                | Official Selection                                     |
| 美人魚                                | The Mermaid                              | China                            | 2016             | Stephen Chow                           | Official Selection                                     |
| My Friend Dahmer                      | Mein Freund Dahmer                       | USA                              | 2017             | Marc Meyers                            | Official Selection                                     |
| La noche del virgen                   | The Night of the Virgin                  | Spanien                          | 2016             | Roberto San Sebastián                  | Official Selection                                     |
| Plac zabaw                            | Playground                               | Polen                            | 2016             | Bartosz M. Kowalski                    | Fresh Blood                                            |
| Psychopaths                           | --                                       | USA                              | 2017             | Mickey Keating                         | Official Selection                                     |
| Radius                                | Radius – Tödliche Nähe                   | Kanada                           | 2017             | Caroline Labrèche, Steeve Léonard      | Official Selection                                     |
| Grave                                 | Raw                                      | Frankreich, Belgien, Italien     | 2016             | Julia Ducournau                        | Official Selection                                     |
| Rendel                                | --                                       | Finnland                         | 2016             | Jesse Haaja                            | Official Selection                                     |
| Replace                               | --                                       | Deutschland, Kanada              | 2017             | Norbert Keil                           | Official Selection                                     |
| 逆时营救                              | Reset                                    | China                            | 2017             | Yoon Hong-Seung                        | Official Selection                                     |
| Schneeflöckchen                       | --                                       | Deutschland                      | 2017             | Adolfo J. Kolmerer                     | Official Selection                                     |
| 拆彈專家                              | Shock Wave                               | Hongkong                         | 2017             | Herman Yau                             | Official Selection                                     |
| Sicilian Ghost Story                  | --                                       | Italien, Frankreich, Schweiz     | 2017             | Fabio Grassadonia                      | Fresh Blood                                            |
| The Strange Ones                      | --                                       | USA                              | 2017             | Christopher Radcliff, Lauren Wolkstein | Fresh Blood                                            |
| Super Dark Times                      | --                                       | USA                              | 2017             | Kevin Phillips                         | Official Selection                                     |
| The Show (alt. This Is Your Death)    | --                                       | USA                              | 2017             | Giancarlo Esposito                     | Official Selection                                     |
| Tragedy Girls                         | --                                       | USA                              | 2017             | Tyler MacIntyre                        | Fresh Blood                                            |
| Trench 11                             | --                                       | Kanada                           | 2017             | Leo Scherman                           | Official Selection                                     |
| The Vault                             | The Safe - Niemand wird verschont        | USA                              | 2017             | Dan Bush                               | Official Selection                                     |
| Verónica                              | Verónica – Spiel mit dem Teufel          | Spanien                          | 2017             | Paco Plaza                             | Official Selection                                     |
| Vampyr Vidar                          | Vidar the Vampire                        | Norwegen                         | 2017             | Thomas Aske Berg, Fredrik Waldeland    | Fresh Blood                                            |
| 악녀                                  | The Villainess                           | Südkorea                         | 2017             | Thomas Aske Berg, Fredrik Waldeland    | Abschlussfilm                                          |

Der Kurzfilm Fucking Bunnies wurde im Kurzfilmwettbewerb Get Shorty ausgezeichnet. Der Film I Remember You wurde mit dem Fresh Blood Award ausgezeichnet.